# Felisberto Hernández
Felisberto Hernández (Montevideo, 20 ottobre 1902 – 13 gennaio 1964) è stato uno scrittore uruguaiano, considerato uno dei più importanti scrittori sudamericani del XX secolo.

## Biografia
Fu dapprima pianista autodidatta, spesso impiegato per accompagnare con la musica la proiezione dei film durante l'epoca del cinema muto. Solo in seguito si dedicò alla scrittura. Scrittura caratterizzata dalla preferenza per la forma breve del racconto. In Italia ad oggi sono state tradotte la raccolte "Nessuno accendeva le lampade" (Einaudi, 1974 e La Nuova Frontiera, 2012) e "Le ortensie" (La Nuova Frontiera, 2014). Nei racconti, l'autore spesso si confonde nel protagonista ripercorrendo episodi della sua vita da pianista. La narrazione è impregnata da sensazioni estranianti che scaturiscono dall'osservazione dei particolari del corpo, a cui l'autore delega la parte dei protagonisti, concedendo a mani, capelli, stomaci e teste, esistenze proprie. 
Questa caratteristica è magistralmente realizzata, tanto da rendere Hernández un maestro riconosciuto e apprezzato dai suoi successori, ben più di quanto lo abbia mai apprezzato il grande pubblico. Tra i grandi scrittori che lo hanno letto e indicato come maestro ci sono Gabriel García Márquez, Italo Calvino e Julio Cortázar. Lo scrittore spagnolo Enrique Vila-Matas ne parla brevemente nel suo Bartleby e compagnia. Il critico Ángel Rama all'interno degli scrittori uruguayani ha denominato "Los raros" un gruppo che, anche se non può essere incasellato dentro alcuna corrente riconoscibile, è caratterizzato da una sorta di levità surreale ed ognuno di questi autori manifesta delle singolarità rispetto al proprio genere. Oltre allo stesso Felisberto Hernandez, il critico inserisce all'interno del gruppo Mario Levrero, Armonía Somers e José Pedro Díaz.

## Opere
- (Fulano de Tal, 1925)
- (Libro sin tapas, 1929)
- (La cara de Ana, 1930)
- (La envenenada, 1931)
- Ai tempi di Clemente Colling (Por los tiempos de Clemente Colling, 1942) (in "Terre della memoria", la Nuova frontiera, 2015, ISBN 978-88-8373-275-1)
- Il cavallo perduto (El caballo perdido, 1943) (in "Terre della memoria", cit.)
- Nessuno accendeva le lampade (Nadie encendía las lámparas, 1950)  (Einaudi, 1974; poi, la Nuova frontiera, 2012, ISBN 978-88-8373-200-3)
- Le ortensie (Las hortensias, 1949) (in "Le ortensie", la Nuova frontiera, 2014, ISBN 978-88-8373-258-4)
- (Explicación falsa de mis cuentos, 1955)
- (La casa inundada, 1960)
- (El cocodrilo, 1962)
- Terre della memoria (Tierras de la memoria, 1964, incompiuta) (in "Terre della memoria", cit.)
- (Diario de un sinvergüenza)
- (Últimas invenciones)